# James Grogan
James David "Jim" Grogan (* 7. Dezember 1931 in Tacoma, Washington; † 2. Juli 2000 in San Bernardino, Kalifornien) war ein US-amerikanischer Eiskunstläufer, der im Einzellauf startete.

## Leben
In den Jahren 1951 bis 1954 wurde er viermal Vize-Weltmeister, immer hinter Landsmännern, erst zweimal hinter Richard Button, dann zweimal hinter Hayes Alan Jenkins. Bei den Olympischen Spielen 1952 gewann er die Bronzemedaille. Grogan wurde von Edi Scholdan in der Broadmoor Arena in Colorado Springs trainiert.
Nach seinem Rücktritt wirkte er bei Arthur Wirtzs Eisrevue „Hollywood Ice Review“ und ab 1956 bei Ice Capades mit. Er diente in der US-Armee, wobei das Eiskunstlaufen Teil seiner Pflicht war. Seine Grundausbildung wurde unterbrochen, als Sonja Henie ihn auswählte, mit ihr in Europa vor den Truppen aufzutreten. In den 1960ern wurde Grogan Leiter der James Grogan Skating School in Squaw Valley, danach arbeitete er als Trainer in den USA und Japan. Zu seinen Schülern gehörten Nobuo Satō, Midori Itō, Charles Tickner.
Er war mit der Olympiasiegerin und mehrfachen Weltmeisterin im Paarlauf, Barbara Wagner, verheiratet. Die Ehe wurde wieder geschieden.
Grogan starb 68-jährig unerwartet an plötzlichem multiplen Organversagen. Er hinterließ seine Frau Yasuko sowie einen Sohn und eine Tochter.

## Ergebnisse
| Wettbewerb / Jahr                | 1947 | 1948 | 1949 | 1950 | 1951 | 1952 | 1953 | 1954 |
| -------------------------------- | ---- | ---- | ---- | ---- | ---- | ---- | ---- | ---- |
| Olympische Winterspiele          |      | 6.   |      |      |      | 3.   |      |      |
| Weltmeisterschaften              |      | 5.   | 4.   |      | 2.   | 2.   | 2.   | 2.   |
| US-amerikanische Meisterschaften | 3.   | 2.   | 2.   |      | 2.   | 2.   |      |      |